# ریان ایر
ریان ایر (انگلیسی: Rayyan Air) شرکت هواپیمایی پاکستانی است، که در سال ۲۰۰۹ تأسیس شد.